# Álex Pallarés
Alexandre Pallarés Piquer (Barcelona, España, 15 de diciembre de 1979), más conocido como Álex Pallarés es un entrenador español, actualmente es el asistente técnico del Debreceni SC de la Nemzeti Bajnokság I

## Trayectoria

### Inicios en Castellón y Villarreal
Álex nació en Barcelona donde sus padres trabajaban como profesores. Cuando tenía cinco años, su familia regresó a Onda (Castellón). Con 19 años jugaba en el Club Deportivo Onda, equipo de Tercera División, aunque tras una fractura de fémur comenzó a entrenar al equipo juvenil del club. En ese tiempo, estudiaba la carrera de Educación Física. Posteriormente, decidió completar sus estudios con la carrera de Psicología. Tras su recuperación, volvió a jugar aunque decidió dejarlo poco después para centrarse en su carrera como técnico. En 2001 se incorporó al Villareal CF para entrenar en sus categorías inferiores. En la temporada 2005-06 fue segundo entrenador de Luis García Plaza en el Villarreal "B" de Tercera División. 

### Primera etapa fuera de España
Tras la disputa de un torneo en Catar con un equipo de las categorías inferiores del Villarreal, recibió una oferta para incorporarse a la Academia Aspire. En agosto de 2006 llegó a Catar, junto a otros técnicos como Félix Sánchez, donde ejerció como técnico de la selección catarí sub-15 y sub-16. En el país árabe dirigió a jugadores destacados como Akram Afif
En 2008 regresó a España para trabajar como director de las categorías formativas del Villareal CF y, además, como entrenador del Juvenil "B" amarillo. Dos años después, se marchó al Levante UD para entrenar al Juvenil A.
En junio de 2011 firmó con el Rubin Kazan, donde durante un año coordinó el fútbol base y en los dos siguientes entrenó al segundo equipo ruso. En 2014 se marchó al Al-Jazira SC de Abu Dabi, donde entrenó por una temporada a su segundo equipo.

### Llegada a Venezuela
En mayo de 2016 firmó como entrenador del Atlético Venezuela de la Primera División de Venezuela al que dirigió en el Torneo Clausura 2016. Su llegada al fútbol sudamericano se produjo por la mediación del valenciano Líbero Parri, representante de Yangel Herrera y jugador del Atlético Venezuela, durante un viaje de la selección venezolana a Galicia para jugar contra la selección gallega. El técnico lograría la clasificación para la Copa Sudamericana por primera vez en la historia del club, después de haber alcanzado las semifinales del octogonal. A pesar de su buen papel, cuando terminó su contrato en noviembre, decidió volver a España para estar junto a su hijo de apenas un año y su mujer. Sin embargo, seis meses después volvió a dirigir al Atlético Venezuela. Casi un año más tarde, en marzo de 2018, abandonó definitivamente el club caraqueño de mutuo acuerdo.
En mayo de 2018 se comprometió con el Deportivo Táchira de San Cristóbal al que dirigió en el Torneo Clausura 2018. Con el equipo tachirense, disputó las semifinales del octogonal donde cayó eliminado con un gol en el descuento. Pocos días después de la eliminación, anunció que dejaba el club aurinegro para estar junto a sus dos hijos y su mujer.
En enero de 2019 firmó como director de fichajes de Independiente del Valle de Ecuador. En junio de 2019 fue anunciado como técnico del Zamora Fútbol Club de la localidad venezolana de Barinas aunque, unos días después, decidió no firmar el contrato ya que se habían incluido varias cláusulas que consideró inaceptables. 

### Breve paso por España
Finalmente, de cara a la temporada 2019-20 se convirtió en entrenador de la Unión Deportiva Los Barrios de Tercera División. El técnico dirigió al conjunto gaditano hasta enero de 2020, cuando anunció su dimisión por la falta de medios disponibles. En octubre de 2020 firmó por el CF Gandía de Regional Preferente, tras la dimisión del anterior entrenador a una semana del comienzo de temporada. Después de seis jornadas, fue destituido tras haber logrado un único triunfo.

### Regreso a Venezuela
El 5 de enero de 2021 firmó por el Club Real Potosí de la Primera División de Bolivia. Sin embargo, los problemas de salud causados por la gran altitud de la ciudad de Potosí propiciaron su marcha del club sin llegar a dirigir ningún encuentro unas semanas después.
El 24 de diciembre de 2021 fue anunciado, nuevamente, como técnico del Deportivo Táchira de cara a su participación en la Copa Libertadores 2022. Tras finalizar como tercero de grupo, el club pasó a disputar la Copa Sudamericana donde consiguió eliminar al Santos brasileño, en octavos de final, en la tanda de penaltis. Sin embargo, su rendimiento en Liga fue muy irregular a pesar de que el club tachirense era el campeón de 2021. El 19 de agosto decidió de mutuo acuerdo abandonar el club venezolano, dejando al equipo en quinta posición con 35 puntos.

### Bilbao Athletic
El 22 de noviembre de 2022 firmó como entrenador del Bilbao Athletic de Primera Federación, filial del Athletic Club, merced a su buena relación con Sergio Navarro, director de Lezama. Sin embargo, no consiguió revertir la dinámica negativa de resultado. El 29 de enero, después de seis derrotas y dos empates, logró su primera victoria con el filial rojiblanco ante la UD Logroñés (3-0). Su etapa en el filial fue aciaga y catastrófica, logrando únicamente dos triunfos en veintiséis encuentros. El 22 de mayo se anunció que no continuaría en el club vasco.

### Macará
El 17 de noviembre de 2023 se hizo oficial su llegada al Deportivo Macará ecuatoriano. Sin embargo a falta de resultados y con la derrota en contra del Deportivo Cuenca fue despedido el 11 de abril del 2025.

## Clubes

### Como entrenador
| Club               | País      | Año       |
| ------------------ | --------- | --------- |
| Al Jazira (Sub-21) | EAU       | 2014-2015 |
| Atlético Venezuela | Venezuela | 2016      |
| Atlético Venezuela | Venezuela | 2017-2018 |
| Deportivo Táchira  | Venezuela | 2018      |
| Los Barrios        | España    | 2019-2020 |
| CF Gandía          | España    | 2020      |
| Real Potosí        | Bolivia   | 2021      |
| Deportivo Táchira  | Venezuela | 2022      |
| Bilbao Athletic    | España    | 2022-2023 |
| Macará             | Ecuador   | 2023-2025 |

### Como entrenador asistente
| Club         | País    | Año   |
| ------------ | ------- | ----- |
| Drebeceni SC | Hungría | 2025- |

## Vida personal
Es hermano de Marc Pallarés, licenciado en Filología Catalana y Comunicación Audiovisual, que fue diputado en las Cortes Valencianas con Podemos.